# International Opera Awards 2023
Die International Opera Awards 2023 sind die zehnte Verleihung der International Opera Awards. Die Nominierungen wurden im Oktober 2023 bekanntgegeben, die Verleihung fand am 9. November 2023 im Teatr Wielki in Warschau in Polen statt.

## Preisträger und Nominierte 2023
| Kategorie                                   | Preisträger                                           | Weitere Nominierte |
| ------------------------------------------- | ----------------------------------------------------- | --- |
| Sänger                                      | Michael Spyres                                        | - Ryan Speedo Green - Mika Kares - Tomasz Konieczny - Luca Salsi - Michael Volle |
| Sängerin                                    | Aigul Akhmetshina                                     | - Eleonora Buratto - Elīna Garanča - Ermonela Jaho - Golda Schultz - Corinne Winters |
| Dirigent                                    | Antonio Pappano                                       | - Susanna Mälkki - Marc Minkowski - François-Xavier Roth - Nathalie Stutzmann - Keri-Lynn Wilson |
| Regie                                       | Barrie Kosky                                          | - Vasily Barkhatov - Lotte de Beer - Tatjana Gürbaca - Andreas Homoki - Keith Warner |
| Ausstattung                                 | Lizzie Clachan                                        | - Charles Edwards - Christof Hetzer - Boris Kudlička - Christian Schmidt - Katrin Lea Tag |
|                                             |                                                       | |
| Opernhaus                                   | Bayerische Staatsoper                                 | - Grand Théâtre de Genève - Opera Comique - San Francisco Opera - Teatro dell’Opera di Roma - Volksoper Wien |
| Festival                                    | Festival d’Aix-en-Provence                            | - Bayreuth Baroque - O. Festival, Rotterdam - Grange Festival - Händel-Festspiele Halle - O23 (Opera Philadelphia) |
|                                             |                                                       | |
| Neuinszenierung                             | Krieg und Frieden, Bayerische Staatsoper/Tcherniakov  | - Les contes d’Hoffmann, Opera Australia/Michieletto - Nixon in China, Opera national de Paris/Carrasco - Wozzeck, ROH/Warner - The Greek Passion, Salzburger Festspiele/Stone - L’Orfeo, Santa Fe Opera/Sharon - Il trittico, Scottish Opera/McVicar - Il turco in Italia, Teatro Real/Pelly |
| Wiederentdeckung                            | Moniuszko: Jawnuta, Poznań Opera House                | - Salieri: La fiera di Venezia Bampton Classical Opera - Raff: Samson, Deutsches Nationaltheater Weimar - Massenet: Le roi de Lahore, Dorset Opera - Corselli: Achille in Sciro, Teatro Real - Weingartner: Orestes, Theater Erfurt - Tournemire: La légende de Tristan, Theater Ulm |
| Uraufführung                                | Alexander Raskatow: Animal Farm, Dutch National Opera | - George Benjamin: Picture a day like this, Festival d’Aix en Provence - Raquel Garcia-Tomas: Alexina B., Gran Teatre del Liceu - Søren Nils Eichberg: Oryx and Crake, Hessisches Staatstheater Wiesbaden - Jewhen Stankowytsch: Terrible Revenge, Lviv Opera - Kevin Puts: The Hours, Metropolitan Opera - Gabriela Lena Frank: El Último Sueño de Frida y Diego, San Diego Opera - Sheila Silver: A Thousand Splendid Suns, Seattle Opera - David Hackbridge-Johnson: Blaze of Glory!, Welsh National Opera |
|                                             |                                                       | |
| Aufnahme (vollständige Oper)                | Mercadante: Il proscritto, Opera Rara                 | - Dessau: Lanzelot, Audite - Franck: Hulda, Bru Zane - Lully: Psyché, Chateau de Versailles Spectacles - Puccini: Turandot, Warner Classics - Rimski-Korsakow: Die Nacht vor Weihnachten, Naxos |
| Aufnahme (Recital)                          | Lisette Oropesa: French Bel Canto Arias, Pentatone    | - Cyrille Dubois: So Romantique!, Alpha - Javier Camarena: Signor Gaetano, Pentatone - Jodie Devos: Bijoux perdus, Alpha - Marina Viotti: A Tribute to Pauline Viardot, Aparte - Sonya Yoncheva: The Courtesan, SY11 Productions |
|                                             |                                                       | |
| Junger Sänger                               | Andrzej Filończyk                                     | - Sara Blanch - Adriana González - Laurence Kilsby - Young Woo Kim - Gabriele Kupšytė - Josh Lovell - Blaise Malaba - Marigona Qerkezi - Beth Taylor |
| Reader’s Award verliehen vom Opera Magazine | Nadine Sierra                                         | - Piotr Beczała - Nicholas Brownlee - Freddie De Tommaso - Michael Fabiano - Sally Matthews - Lisette Oropesa - Sondra Radvanovsky |
| Nachhaltigkeit                              | Dutch National Opera                                  | - 17h25 Collective - English National Opera - Theatre Green Book - Glyndebourne - La Monnaie De Munt |
| Equal Opportunities & Impact                | La Monnaie De Munt                                    | - Asian Opera Alliance - National Opera Studio - Opera for Peace - Tapestry Opera - The Atlanta Opera |
| Leadership                                  | Stéphane Lissner                                      | |
| Lifetime Achievement                        | Marilyn Horne                                         | |
| Philanthropy                                | The Sullivan Foundation                               | |